# Clan Chiba
Il clan Chiba (千葉氏?, Chiba-shi) discende da un ramo familiare del clan Taira per parte di Chiba no Suke (Chiba Tsunetane), figlio di Taira no Tadatsune. I Chiba governavano nella provincia di Shimōsa, e il clan era situato nell'attuale città di Chiba e per un periodo anche in un'area che includeva il Santuario di Ise. Dopo l'avvento dello shogunato Kamakura, i capi del clan divennero shugo ereditari della provincia di Shimōsa.

## Origini
Il clan Chiba discende dall'imperatore Kammu seguendo la sequenza Principe Imperiale Kazurahara (786-853) — Principe Takami — Taira no Takamochi — Taira no Yoshifumi — Taira no Tadayori — Taira no Tadatsune — Taira no Tsunemasa — Taira no Tsunenaga — Taira no Tsunekane — Chiba Tsuneshige — Chiba Tsunetane. L'imperatore Go-Daigo autorizzò il capo del clan, Chiba Sadatane, come daimyō e samurai della regione del Kantō. Il clan si stabilì nell'area di Shimōsa all'inizio del XII secolo. Entrarono in conflitto con Minamoto no Yoshitomo durante la decade 1140 per questioni territoriali. Tuttavia supportarono più tardi Yoshitomo durante la ribellione di Hōgen (1156).

## Guerra Genpei
Durante la guerra Genpei (1180–1185) il clan Chiba, così come i clan Hōjō, Miura e Doi, si opposero ai Taira e supportarono Minamoto no Yoritomo. Chiba Tsunetane, capo del clan in quel periodo, conquistò la fiducia di Yoritomo e lo aiutò a stabilire lo shogunato Kamakura. L'influenza e la forza del clan aumentò molto durante quel periodo, ma finì per declinare durante il periodo Muromachi.

## Anni successivi
Il clan Chiba era un vassallo degli Hōjō durante il periodo Sengoku e fu interamente conquistato da Toyotomi Hideyoshi (1590) prima dell'avvento dello shogunato Tokugawa.
Molti discendenti del clan vivono oggi nella prefettura di Chiba. Il castello di Chiba, ricostruito nel 1967, è situato nel sito del castello di Inohana, una vecchia fortificazione del clan.

## Membri importanti del clan
- Chiba Sadatane
- Chiba Tsunetane (1118 - 1201)
- Chiba Masatane (1495 - 1546) 24° capo del clan, si unì alle armate Hōjō durante la prima battaglia di Kōnodai
- Chiba Toshitane (1515 - 1547) 25° capo del clan, succedette al padre Masatane. Sua moglie fu una figlia di Hōjō Ujiyasu
- Chiba Chikatane (1541 - 1557) 26° capo del clan, succedette al padre Toshitane. Anche se sua madre fu una figlia di Hōjō Ujiyasu, Ujiyasu lo confinò e uccise per l'opposizione agli Hōjō
- Chiba Tanetomi (1527 - 1579) 27° capo del clan, si alleò agli Hōjō mentre i Satomi e Satake agli Uesugi. Respinse un attacco Uesugi-Yūki
- Chiba Kunitane (1557 - 1585) 29° capo del clan, terzo figlio di Tanetomi. Divenne capo del clan poiché i fratelli erano in contrasto con gli Hōjō
- Chiba Shigetane (1576 - 1633) 31° capo del clan, figlio maggiore di Kunitane. Poiché il figlio di Hōjō Ujimasa fu il 30º capo del clan, fu mandato come ostaggio ad Odawara. Dopo la caduta degli Hōjō fu rimandato a Shimōsa